# Apol·lònia de Sicília
Apol·lònia (en grec antic Ἀπολλωνία) era una ciutat del nord-est de Sicília, possiblement l'actual Pollina, prop de Cefalù.
Segons Esteve de Bizanci estava situada entre Aluntium i Calacte. Ciceró també en parla, relacionada amb Capitium, Aluntium i Èngion, d'una manera que indica que eren ciutats properes situades a la mateixa banda de Sicília.
Probablement poblada pels sículs, Diodor de Sicília diu que va ser sotmesa per Leptines, tirà d'Èngion, que la va perdre davant Timoleó, que en va restaurar la independència. Després va ser sotmesa per Agàtocles quan va retornar d'Àfrica, potser l'any 307 aC, però es va independitzar altre cop a la seva mort i en temps de Ciceró era una ciutat encara important. Va quedar sotmesa a Roma junt amb la resta de les ciutats sicilianes i segurament era un municipi romà, però no s'esmenta ja durant l'Imperi. Ni Plini el Vell ni Claudi Ptolemeu en parlen.